# Breel Embolo
Breel Donald Embolo (Yaoundé, 14 februari 1997) is een Zwitsers voetballer van Kameroense afkomst die doorgaans als aanvaller speelt. Hij speelde voor FC Basel, Schalke 04 en Borussia Mönchengladbach voordat hij in juli 2022 tekende voor AS Monaco. Embolo debuteerde in 2015 in het Zwitsers voetbalelftal, waarmee hij deelnam aan de EK's van 2016 en 2020 en de WK's van 2018 en 2022.

## Clubcarrière
Embolo werd in 1997 geboren in Yaoundé, Kameroen. In 2003 vertrok zijn moeder na een scheiding met haar beide zoons naar eerst Frankrijk en vervolgens Bazel, Zwitserland. Embolo speelde in de jeugd voor Nordstern en vanaf 2008 voor Old Boys.

### FC Basel
Vanaf 2010 speelde Embolo in de jeugd van FC Basel, waar hij in maart 2013 zijn eerste profcontract ondertekende. Drie maanden later werd hij benoemd tot speler van het jaar van de onder 16. Hij maakte op 13 maart 2014 zijn debuut in het betaald voetbal, tijdens een wedstrijd in de UEFA Europa League tegen Red Bull Salzburg, als vervanger van Serey Die in de slotfase. Drie dagen later debuteerde hij ook in de Super League, tegen FC Aarau. Hij mocht in de 85ste minuut invallen bij een 4–0 tussenstand en scoorde vier minuten later zijn eerste doelpunt in het profvoetbal. In zijn eerste seizoen maakte de aanvaller één doelpunt in zeven competitieduels. De club werd voor een zevende achtereenvolgende keer landskampioen en verloor de bekerfinale met 2–0 van FC Zürich.
Ik denk dat hij een sensatie is – zo spelen op 17-jarige leeftijd. Ik vind hem als een persoon net zo leuk als als een speler. Zijn voeten zullen op de grond blijven – hij zal niet schieten van vijftig meter om het doelpunt van het seizoen te maken. Je kan hem goed advies geven en hij volgt het op zonder boos te worden.
Embolo debuteerde op 16 september 2014 in de UEFA Champions League, tegen Real Madrid in het Estadio Santiago Bernabéu. Tijdens een bekerwedstrijd op 21 september 2014 maakte hij zijn eerste hattrick, bij een 4–0 zege tegen FC Winterthur. Op 4 november 2014 was hij voor het eerst trefzeker op internationaal niveau, in het UEFA Champions League-duel met Loedogorets (4–0). In februari 2015 werd het contract van Embolo verlengd tot medio 2019. Hij werd benoemd tot talent van het jaar in de Zwitserse competitie en werd in verband gebracht met clubs uit Engeland, Spanje, Duitsland en Rusland. Op 12 april 2015 maakte hij zijn eerste hattrick in de competitie, tegen FC Zürich (5–1). FC Basel werd dat seizoen wederom landskampioen. Embolo was geschorst voor de bekerfinale tegen FC Sion die met 3–0 verloren ging. In januari 2016 werd Embolo in verband gebracht met veel verschillende Europese clubs en deed VfL Wolfsburg een bod van €27 miljoen om Embolo over te nemen, maar FC Basel wilde hem op zijn vroegst na afloop van het seizoen verkopen. Op 15 februari 2016 kreeg Embolo twee gele kaarten en dus een rode kaart in de knock-outwedstrijd van de UEFA Europa League tegen 25 februari 2016. Hij werd dat seizoen voor een derde keer landskampioen met FC Basel.

### Schalke 04
In juni 2016 werd Embolo in verband gebracht met een overstap naar RB Leipzig, Manchester United en Tottenham Hotspur, maar op 26 juni 2016 werd bekend dat hij een vijfjarig contract ondertekende bij Schalke 04, dat ongeveer €21.000.000 voor hem betaalde aan FC Basel en in het seizoen daarvoor als vijfde eindigde in de Bundesliga. Hij scoorde bij zijn debuut voor Schalke 04, in de DFB-Pokal tegen FC 08 Villingen. Als vervanger van Franco Di Santo bij de rust maakte Embolo een week later zijn debuut in de Bundesliga, op bezoek bij Eintracht Frankfurt (1–0 nederlaag). Schalke 04 verloor zijn eerste vijf competitiewedstrijden van het seizoen, maar in de zesde speelronde werd Borussia Mönchengladbach met 4–0 verslagen, mede dankzij de eerste twee competitietreffers van Embolo namens Schalke 04. In de eerste helft van het competitieduel met FC Augsburg op 15 oktober 2016 raakte Embolo geblesseerd aan zijn enkel in een duel met Konstantinos Stafylidis. Door de blessure kwam hij de rest van het seizoen niet meer in actie. De club werd uitgeschakeld in de kwartfinales van de DFB-Pokal en de UEFA Europa League en eindigde teleurstellend als tiende in de competitie.
In augustus 2017 kwam de herstellende Embolo uit in de Oberliga Westfalen namens het tweede team van Schalke 04. Hij maakte zijn rentree in het eerste elftal als vervanger van Amine Harit in de met 1–2 gewonnen Bundesliga-wedstrijd tegen Werder Bremen op 16 september 2017. In het seizoen 2017/18 kwam Embolo in 21 competitiewedstrijden in actie, waarvan de meerderheid als invaller. In de Bundesliga eindigde de club als runner-up met 21 punten achter Bayern München. In het seizoen 2018/19 kreeg hij met regelmaat een basisplaats, maar in het met 3–0 verloren competitieduel tegen Eintracht Frankfurt op 11 november 2018 raakte hij geblesseerd, waardoor hij bijna vier maanden niet in actie kon komen. Schalke 04 eindigde het seizoen als veertiende in de Bundesliga; zijn gedeeld slechtste klassering sinds de promotie naar het hoogste niveau in 1991.

### Borussia Mönchengladbach

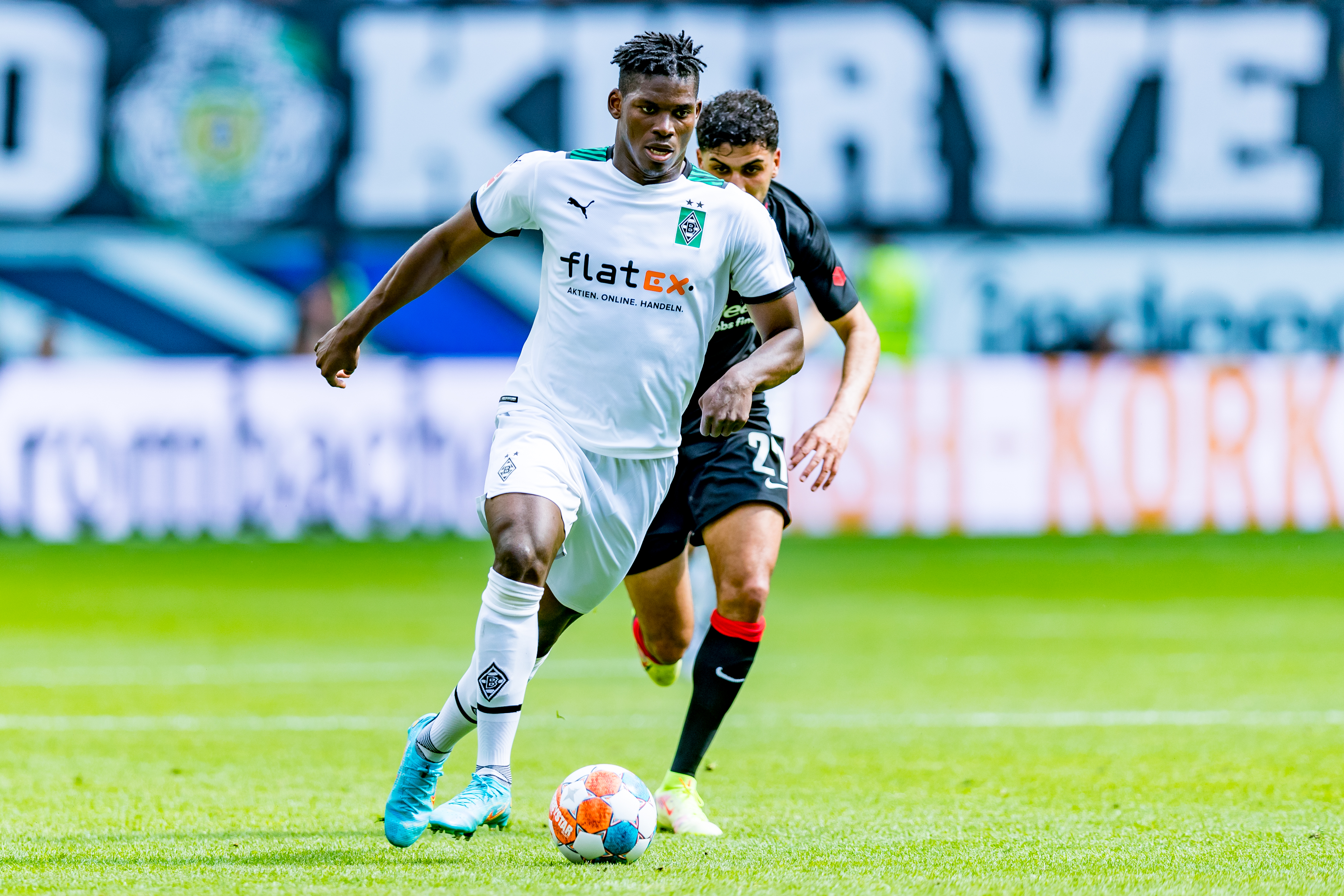
Embolo namens Borussia Mönchengladbach in mei 2022

In juni 2019 verliet Embolo Schalke 04 en ondertekende hij een vierjarig contract bij Borussia Mönchengladbach, dat een seizoen daarvoor als vijfde was geëindigd in de Bundesliga. Hij debuteerde voor zijn nieuwe club op 9 augustus 2019 in het bekerduel met SV Sandhausen door bij de rust Jonas Hofmann te vervangen. Een week later startte hij in de basiself bij zijn eerste competitiewedstrijd namens Borussia Mönchengladbach, tegen zijn voormalige club Schalke 04 (0–0). Weer een week later begon hij op de reservebank, maar was hij tegen FSV Mainz voor het eerst trefzeker namens Borussia Mönchengladbach, bij een 1–3 zege. Op 19 september 2019 kwam hij ook internationaal voor het eerst in actie in het shirt van Borussia Mönchengladbach, tegen Wolfsberger AC in de UEFA Europa League (0–4 verlies). In zijn eerste seizoen bij Borussia Mönchengladbach speelde Embolo 28 competitiewedstrijden, waarin hij 8 keer trefzeker was. De club eindigde in de Bundesliga als vierde en wist zich zodoende voor het eerst in vier jaar te kwalificeren voor de groepsfase van de UEFA Champions League.
Embolo zat niet in de wedstrijdselectie van Borussia Mönchengladbach voor de competitiewedstrijd met Werder Bremen op 19 januari 2021, omdat hij zich niet aan de maatregelen omtrent de coronacrisis zou hebben gehouden. Drie dagen daarvoor zou hij aanwezig zijn geweest bij een illegaal feest van 23 personen. Embolo ontkende het verhaal. Borussia Mönchengladbach ontkende het verhaal ook, maar veroordeelde wel het gedrag van Embolo en gaf hem later een boete van € 200.000. Vrienden van Embolo probeerden de zaak af te kopen met een boete. In de eerste seizoenshelft van het seizoen 2020/21 kreeg Embolo voornamelijk basisplaatsen, maar in de tweede seizoenshelft moest hij het doen met een plaats op de reservebank. De club liep dat seizoen op één punt kwalificatie voor Europees voetbal mis. Op 27 oktober 2021 droeg Embolo met twee doelpunten en een assist bij aan een 5–0 zege op Bayern München in de tweede ronde van het bekertoernooi; Bayern Münchens grootste nederlaag in 43 jaar. Embolo scoorde in zeven van de laatste elf competitiewedstrijden van het seizoen, maar kon niet voorkomen dat Borussia Mönchengladbach als tiende eindigen, de slechtste klassering in elf jaar.

### AS Monaco
In juli 2022 verliet Embolo na zes jaar de Bundesliga en ondertekende hij een vierjarig contract bij AS Monaco, dat het seizoen daarvoor als derde eindigde in de Ligue 1. Hij debuteerde voor AS Monaco in de thuiswedstrijd tegen PSV in de derde kwalificatieronde van de UEFA Champions League. In de 76ste minuut kwam hij binnen de lijnen voor Aleksandr Golovin. Vier dagen later startte hij in de basis bij zijn eerste wedstrijd in de Ligue 1, op bezoek bij RC Strasbourg. Een week later maakte hij zijn eerste doelpunt namens AS Monaco, de gelijkmaker tegen Stade Rennais. Hij scoorde op 8 september 2022 zijn eerste doelpunt op internationaal niveau namens AS Monaco. Vanaf de strafschopstip maakte hij het enige doelpunt van de uitwedstrijd tegen Rode Ster Belgrado. Hij scoorde twaalf doelpunten in de eerste 22 speelrondes, maar scoorde daarna geen enkel doelpunt meer.
In aanloop naar het seizoen 2023/24 scheurde Embolo zijn kruisband, waardoor hij een groot deel van het seizoen miste. Op 21 april 2024 speelde hij tegen Stade Brestois zijn eerste wedstrijd in tien maanden. Op 4 mei scoorde hij tegen Clermont Foot zijn eerste en enige doelpunt van het seizoen. 

## Clubstatistieken
| Seizoen                     | Club                     | Competitie      | Competitie | Competitie | Beker | Beker | Europa | Europa | Totaal | Totaal |
| Seizoen                     | Club                     | Competitie      | Wed.       | Dlp.       | Wed.  | Dlp.  | Wed.   | Dlp.   | Wed.   | Dlp.   |
| --------------------------- | ------------------------ | --------------- | ---------- | ---------- | ----- | ----- | ------ | ------ | ------ | ------ |
| 2013/14                     | FC Basel                 | Super League    | 7          | 1          | 0     | 0     | 4      | 0      | 11     | 1      |
| 2014/15                     | FC Basel                 | Super League    | 26         | 10         | 5     | 6     | 8      | 1      | 39     | 17     |
| 2015/16                     | FC Basel                 | Super League    | 27         | 10         | 1     | 0     | 12     | 3      | 40     | 13     |
| Club totaal                 | Club totaal              | Club totaal     | 60         | 21         | 6     | 6     | 24     | 4      | 90     | 31     |
| 2016/17                     | Schalke 04               | Bundesliga      | 7          | 2          | 1     | 1     | 2      | 0      | 10     | 3      |
| 2017/18                     | Schalke 04               | Bundesliga      | 21         | 3          | 2     | 0     | —      | —      | 23     | 3      |
| 2018/19                     | Schalke 04               | Bundesliga      | 20         | 5          | 3     | 0     | 5      | 1      | 28     | 6      |
| Club totaal                 | Club totaal              | Club totaal     | 48         | 10         | 6     | 1     | 7      | 1      | 61     | 12     |
| 2019/20                     | Borussia Mönchengladbach | Bundesliga      | 28         | 8          | 1     | 0     | 5      | 0      | 34     | 8      |
| 2020/21                     | Borussia Mönchengladbach | Bundesliga      | 31         | 5          | 3     | 0     | 7      | 1      | 41     | 6      |
| 2021/22                     | Borussia Mönchengladbach | Bundesliga      | 29         | 9          | 2     | 2     | —      | —      | 31     | 11     |
| Club totaal                 | Club totaal              | Club totaal     | 88         | 22         | 6     | 2     | 12     | 1      | 106    | 25     |
| 2022/23                     | AS Monaco                | Ligue 1         | 32         | 12         | 0     | 0     | 10     | 2      | 42     | 14     |
| 2023/24                     | AS Monaco                | Ligue 1         | 5          | 1          | 0     | 0     | —      | —      | 5      | 1      |
| Club totaal                 | Club totaal              | Club totaal     | 37         | 13         | 0     | 0     | 10     | 2      | 47     | 15     |
| Carrière totaal             | Carrière totaal          | Carrière totaal | 233        | 66         | 18    | 9     | 53     | 8      | 304    | 83     |
| Bijgewerkt op 24 juni 2024. |                          |                 |            |            |       |       |        |        |        |        |

## Interlandcarrière
Embolo speelde in 2012 vier interlands voor Zwitserland –16, waarin hij eenmaal tot scoren kwam, tegen Oekraïne. Hij speelde vijf interlands voor Zwitserland –20 en in 2014 twee interlands voor Jong Zwitserland. In december 2014, een week nadat hij het Zwitserse burgerschap verkreeg, koos hij ervoor om niet zijn geboorteland Kameroen, maar Zwitserland te vertegenwoordigen. Hij verklaarde dat het "niet een keuze tegen Kameroen, maar een voor Zwitserland" was.

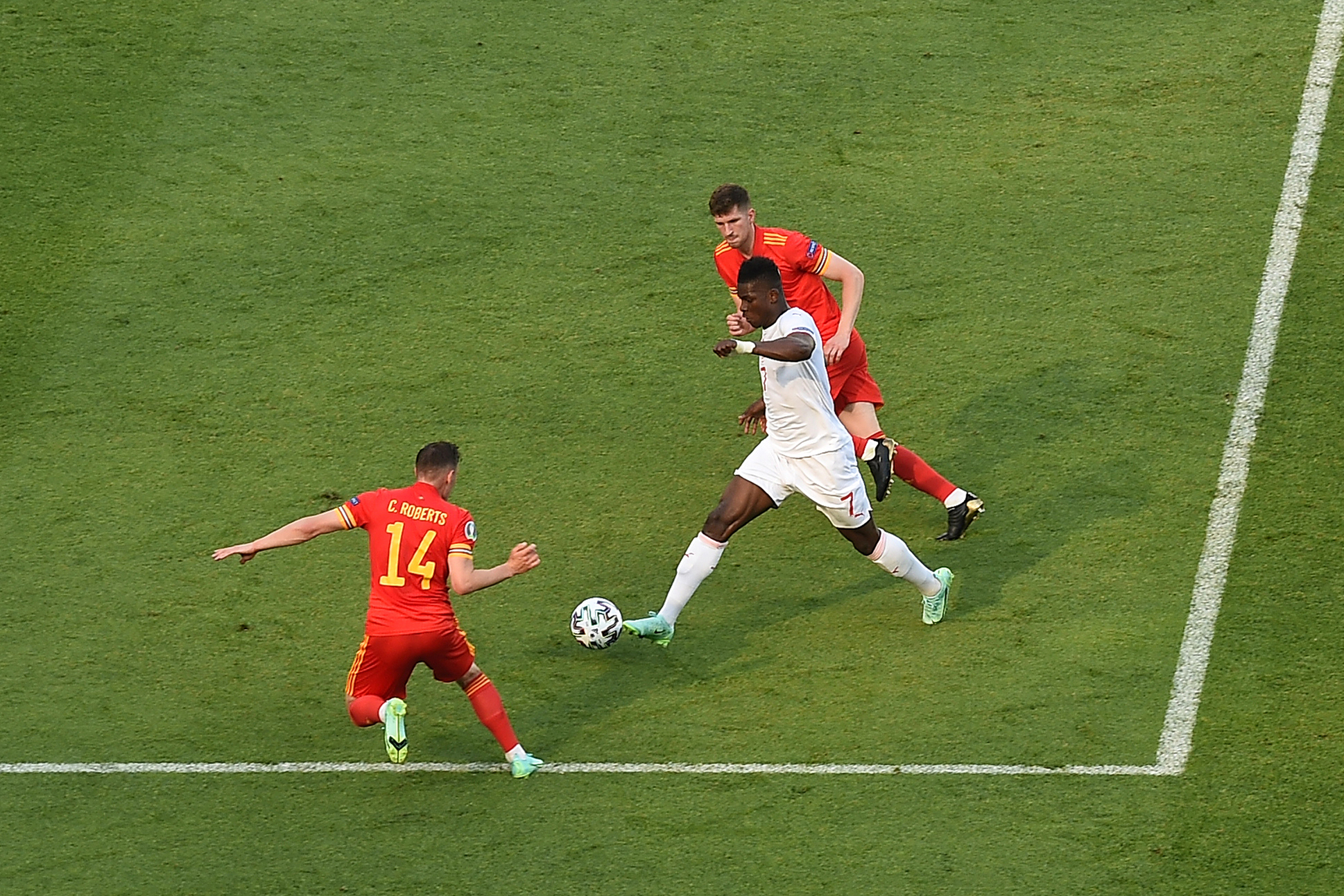
Embolo in actie in de EK-wedstrijd tegen Wales in juni 2021

Onder leiding van bondscoach Vladimir Petković maakte hij zijn debuut voor de nationale A-ploeg op 31 maart 2015 in de vriendschappelijke thuiswedstrijd tegen de Verenigde Staten (1–1). Hij viel in dat duel na 56 minuten in voor Josip Drmić. Zijn eerste basisplaats volgde op 9 oktober 2015 in de kwalificatiewedstrijd tegen San Marino. In deze met 7–0 gewonnen wedstrijd maakte hij met een strafschop de 6–0, zijn eerste interlanddoelpunt. In 2016 werd Embolo door Petković als jongste speler opgenomen in de Zwitserse selectie voor de EK-eindronde in Frankrijk. Op dit toernooi kwam Embolo in alle wedstrijden in actie, waarvan de laatste groepswedstrijd tegen Frankrijk (0–0) als basisspeler. Zwitserland werd in de achtste finales op strafschoppen uitgeschakeld door Polen. Embolo maakte eveneens deel uit van de Zwitserse ploeg die deelnam aan de WK-eindronde 2018 in Rusland. Daar eindigde de selectie onder leiding van Petković als tweede in groep E, achter Brazilië (1–1), maar vóór Servië (2–1) en Costa Rica (2–2). In de achtste finales ging Zwitserland vervolgens op 3 juli met 1–0 van Zweden door een treffer van Emil Forsberg, waarna de thuisreis geboekt kon worden. Embolo kwam in alle vier de WK-duels in actie, waarvan de groepswedstrijd tegen Costa Rica als basisspeler.
Embolo moest met een blessure de finaleronde van de UEFA Nations League in juni 2019 aan zich voorbij laten gaan. Zwitserland eindigde als vierde. Petković selecteerde Embolo ook voor de EK-eindronde 2020, gespeeld in 2021. Embolo scoorde in Zwitserlands openingswedstrijd tegen Wales (1–1) en stond in elke wedstrijd in de basiself. Zwitserland werd in de kwartfinale op strafschoppen uitgeschakeld door Spanje. In die kwartfinale moest Embolo halverwege de eerste helft geblesseerd het veld verlaten. Hij werd door Murat Yakin opgenomen in de Zwitserse selectie voor het WK 2022 in Qatar. Hij maakte in Zwitserlands openingswedstrijd tegen Kameroen, het geboorteland van Embolo, het enige doelpunt van de wedstrijd. Embolo vierde dat doelpunt ingetogen. Embolo scoorde ook in de laatste groepswedstrijd, tegen Servië (3–2). Zwitserland verloor in de achtste finales met 6–1 van Portugal. Embolo werd op 7 juni 2024 door Yakin opgenomen in de Zwitserse selectie voor het EK 2024 in Duitsland. Zwitserland overleefde ongeslagen een groep met Hongarije, Schotland en Duitsland en won in de achtste finales van Italië (2–0), voordat het in de kwartfinales op strafschoppen werd uitgeschakeld door Engeland. Embolo kwam op het toernooi in iedere wedstrijd in actie en scoorde tegen Hongarije en Engeland.
| Interlands van Breel Embolo voor Zwitserland | Interlands van Breel Embolo voor Zwitserland | Interlands van Breel Embolo voor Zwitserland | Interlands van Breel Embolo voor Zwitserland | Interlands van Breel Embolo voor Zwitserland | Interlands van Breel Embolo voor Zwitserland | Interlands van Breel Embolo voor Zwitserland |
| №                                            | Datum                                        | Wedstrijd                                    | Uitslag                                      | Soort wedstrijd                              | Goals                                        |                                              |
| 14                                           | Als speler van FC Basel                      | Als speler van FC Basel                      | Als speler van FC Basel                      | Als speler van FC Basel                      | 1                                            |                                              |
| -------------------------------------------- | -------------------------------------------- | -------------------------------------------- | -------------------------------------------- | -------------------------------------------- | -------------------------------------------- | -------------------------------------------- |
| 1.                                           | 31 maart 2015                                | Zwitserland – Verenigde Staten               | 1 – 1                                        | Vriendschappelijk                            |                                              |                                              |
| 2.                                           | 10 juni 2015                                 | Zwitserland – Liechtenstein                  | 3 – 0                                        | Vriendschappelijk                            |                                              |                                              |
| 3.                                           | 14 juni 2015                                 | Litouwen – Zwitserland                       | 1 – 2                                        | Kwalificatie EK 2016                         |                                              |                                              |
| 4.                                           | 5 september 2015                             | Zwitserland – Slovenië                       | 3 – 2                                        | Kwalificatie EK 2016                         |                                              |                                              |
| 5.                                           | 8 september 2015                             | Engeland – Zwitserland                       | 2 – 0                                        | Kwalificatie EK 2016                         |                                              |                                              |
| 6.                                           | 9 oktober 2015                               | Zwitserland – San Marino                     | 7 – 0                                        | Kwalificatie EK 2016                         | 80'                                          |                                              |
| 7.                                           | 12 oktober 2015                              | Estland – Zwitserland                        | 0 – 1                                        | Kwalificatie EK 2016                         |                                              |                                              |
| 8.                                           | 25 maart 2016                                | Ierland – Zwitserland                        | 1 – 0                                        | Vriendschappelijk                            |                                              |                                              |
| 9.                                           | 29 maart 2016                                | Zwitserland – Bosnië en Herzegovina          | 0 – 2                                        | Vriendschappelijk                            |                                              |                                              |
| 10.                                          | 3 juni 2016                                  | Zwitserland – Moldavië                       | 2 – 1                                        | Vriendschappelijk                            |                                              |                                              |
| 11.                                          | 11 juni 2016                                 | Albanië – Zwitserland                        | 0 – 1                                        | EK 2016                                      |                                              |                                              |
| 12.                                          | 15 juni 2016                                 | Roemenië – Zwitserland                       | 1 – 1                                        | EK 2016                                      |                                              |                                              |
| 13.                                          | 19 juni 2016                                 | Zwitserland – Frankrijk                      | 0 – 0                                        | EK 2016                                      |                                              |                                              |
| 14.                                          | 25 juni 2016                                 | Zwitserland – Polen                          | 1 – 1 n.v. (4–5 n.s.)                        | EK 2016                                      |                                              |                                              |
| 18                                           | Als speler van Schalke 04                    | Als speler van Schalke 04                    | Als speler van Schalke 04                    | Als speler van Schalke 04                    | 3                                            |                                              |
| 15.                                          | 6 september 2016                             | Zwitserland – Portugal                       | 2 – 0                                        | Kwalificatie WK 2018                         | 23'                                          |                                              |
| 16.                                          | 7 oktober 2016                               | Hongarije – Zwitserland                      | 2 – 3                                        | Kwalificatie WK 2018                         |                                              |                                              |
| 17.                                          | 10 oktober 2016                              | Andorra – Zwitserland                        | 1 – 2                                        | Kwalificatie WK 2018                         |                                              |                                              |
| 18.                                          | 7 oktober 2017                               | Zwitserland – Hongarije                      | 5 – 2                                        | Kwalificatie WK 2018                         |                                              |                                              |
| 19.                                          | 10 oktober 2017                              | Portugal – Zwitserland                       | 2 – 0                                        | Kwalificatie WK 2018                         |                                              |                                              |
| 20.                                          | 9 november 2017                              | Noord-Ierland – Zwitserland                  | 0 – 1                                        | Kwalificatie WK 2018                         |                                              |                                              |
| 21.                                          | 12 november 2017                             | Zwitserland – Noord-Ierland                  | 0 – 0                                        | Kwalificatie WK 2018                         |                                              |                                              |
| 22.                                          | 23 maart 2018                                | Griekenland – Zwitserland                    | 0 – 1                                        | Vriendschappelijk                            |                                              |                                              |
| 23.                                          | 27 maart 2018                                | Zwitserland – Panama                         | 6 – 0                                        | Vriendschappelijk                            | 33'                                          |                                              |
| 24.                                          | 3 juni 2018                                  | Spanje – Zwitserland                         | 1 – 1                                        | Vriendschappelijk                            |                                              |                                              |
| 25.                                          | 8 juni 2018                                  | Zwitserland – Japan                          | 2 – 0                                        | Vriendschappelijk                            |                                              |                                              |
| 26.                                          | 17 juni 2018                                 | Brazilië – Zwitserland                       | 1 – 1                                        | WK 2018                                      |                                              |                                              |
| 27.                                          | 22 juni 2018                                 | Servië – Zwitserland                         | 1 – 2                                        | WK 2018                                      |                                              |                                              |
| 28.                                          | 27 juni 2018                                 | Zwitserland – Costa Rica                     | 2 – 2                                        | WK 2018                                      |                                              |                                              |
| 29.                                          | 3 juli 2018                                  | Zweden – Zwitserland                         | 1 – 0                                        | WK 2018                                      |                                              |                                              |
| 30.                                          | 8 september 2018                             | Zwitserland – IJsland                        | 6 – 0                                        | UEFA Nations League 2018/19                  |                                              |                                              |
| 31.                                          | 23 maart 2019                                | Georgië – Zwitserland                        | 0 – 2                                        | Kwalificatie EK 2020                         |                                              |                                              |
| 32.                                          | 26 maart 2019                                | Zwitserland – Denemarken                     | 3 – 3                                        | Kwalificatie EK 2020                         | 76'                                          |                                              |
| 24                                           | Als speler van Borussia Mönchengladbach      | Als speler van Borussia Mönchengladbach      | Als speler van Borussia Mönchengladbach      | Als speler van Borussia Mönchengladbach      | 5                                            |                                              |
| 33.                                          | 5 september 2019                             | Ierland – Zwitserland                        | 1 – 1                                        | Kwalificatie EK 2020                         |                                              |                                              |
| 34.                                          | 8 september 2019                             | Zwitserland – Gibraltar                      | 4 – 0                                        | Kwalificatie EK 2020                         |                                              |                                              |
| 35.                                          | 12 oktober 2019                              | Denemarken – Zwitserland                     | 1 – 0                                        | Kwalificatie EK 2020                         |                                              |                                              |
| 36.                                          | 15 oktober 2019                              | Zwitserland – Ierland                        | 2 – 0                                        | Kwalificatie EK 2020                         |                                              |                                              |
| 37.                                          | 3 september 2020                             | Oekraïne – Zwitserland                       | 2 – 1                                        | UEFA Nations League 2020/21                  |                                              |                                              |
| 38.                                          | 6 september 2020                             | Zwitserland – Duitsland                      | 1 – 1                                        | UEFA Nations League 2020/21                  |                                              |                                              |
| 39.                                          | 11 november 2020                             | België – Zwitserland                         | 2 – 1                                        | Vriendschappelijk                            |                                              |                                              |
| 40.                                          | 14 november 2020                             | Zwitserland – Spanje                         | 1 – 1                                        | UEFA Nations League 2020/21                  |                                              |                                              |
| 41.                                          | 25 maart 2021                                | Bulgarije – Zwitserland                      | 1 – 3                                        | Kwalificatie WK 2022                         | 7'                                           |                                              |
| 42.                                          | 28 maart 2021                                | Zwitserland – Litouwen                       | 1 – 0                                        | Kwalificatie WK 2022                         |                                              |                                              |
| 43.                                          | 30 mei 2021                                  | Zwitserland – Verenigde Staten               | 2 – 1                                        | Vriendschappelijk                            |                                              |                                              |
| 44.                                          | 12 juni 2021                                 | Wales – Zwitserland                          | 1 – 1                                        | EK 2020                                      | 49'                                          |                                              |
| 45.                                          | 16 juni 2021                                 | Italië – Zwitserland                         | 3 – 0                                        | EK 2020                                      |                                              |                                              |
| 46.                                          | 20 juni 2021                                 | Zwitserland – Turkije                        | 3 – 1                                        | EK 2020                                      |                                              |                                              |
| 47.                                          | 28 juni 2021                                 | Frankrijk – Zwitserland                      | 3 – 3 n.v. (4–5 n.s.)                        | EK 2020                                      |                                              |                                              |
| 48.                                          | 2 juli 2021                                  | Zwitserland – Spanje                         | 1 – 1 n.v. (1–3 n.s.)                        | EK 2020                                      |                                              |                                              |
| 49.                                          | 9 oktober 2021                               | Zwitserland – Noord-Ierland                  | 2 – 0                                        | Kwalificatie WK 2022                         |                                              |                                              |
| 50.                                          | 12 oktober 2021                              | Litouwen – Zwitserland                       | 0 – 4                                        | Kwalificatie WK 2022                         | 31', 44'                                     |                                              |
| 51.                                          | 26 maart 2022                                | Engeland – Zwitserland                       | 2 – 1                                        | Vriendschappelijk                            | 22'                                          |                                              |
| 52.                                          | 29 maart 2022                                | Zwitserland – Kosovo                         | 1 – 1                                        | Vriendschappelijk                            |                                              |                                              |
| 53.                                          | 2 juni 2022                                  | Tsjechië – Zwitserland                       | 2 – 1                                        | UEFA Nations League 2022/23                  |                                              |                                              |
| 54.                                          | 5 juni 2022                                  | Portugal – Zwitserland                       | 4 – 0                                        | UEFA Nations League 2022/23                  |                                              |                                              |
| 55.                                          | 9 juni 2022                                  | Zwitserland – Spanje                         | 0 – 1                                        | UEFA Nations League 2022/23                  |                                              |                                              |
| 56.                                          | 12 juni 2022                                 | Zwitserland – Portugal                       | 1 – 0                                        | UEFA Nations League 2022/23                  |                                              |                                              |
| 10                                           | Als speler van AS Monaco                     | Als speler van AS Monaco                     | Als speler van AS Monaco                     | Als speler van AS Monaco                     | 5                                            |                                              |
| 57.                                          | 24 september 2022                            | Spanje – Zwitserland                         | 1 – 2                                        | UEFA Nations League 2022/23                  | 58'                                          |                                              |
| 58.                                          | 27 september 2022                            | Zwitserland – Tsjechië                       | 2 – 1                                        | UEFA Nations League 2022/23                  | 30'                                          |                                              |
| 59.                                          | 17 november 2022                             | Ghana – Zwitserland                          | 2 – 0                                        | Vriendschappelijk                            |                                              |                                              |
| 60.                                          | 24 november 2022                             | Zwitserland – Kameroen                       | 1 – 0                                        | WK 2022                                      | 48'                                          |                                              |
| 61.                                          | 28 november 2022                             | Brazilië – Zwitserland                       | 1 – 0                                        | WK 2022                                      |                                              |                                              |
| 62.                                          | 2 december 2022                              | Servië – Zwitserland                         | 2 – 3                                        | WK 2022                                      | 44'                                          |                                              |
| 63.                                          | 6 december 2022                              | Portugal – Zwitserland                       | 6 – 1                                        | WK 2022                                      |                                              |                                              |
| 64.                                          | 15 juni 2024                                 | Hongarije – Zwitserland                      | 1 – 3                                        | EK 2024                                      | 90+3'                                        |                                              |
| 65.                                          | 19 juni 2024                                 | Schotland – Zwitserland                      | 1 – 1                                        | EK 2024                                      |                                              |                                              |
| 66.                                          | 23 juni 2024                                 | Duitsland – Zwitserland                      | 1 – 1                                        | EK 2024                                      |                                              |                                              |

Bijgewerkt op 24 juni 2024.

## Erelijst
| Kampioen Super League | 3× | 2013/14, 2014/15, 2015/16 |